# 社会党 (波斯尼亚和黑塞哥维那)
社会党（塞尔维亚语: Социјалистичка Партија, СП / Socijalistička Partija, SP）是塞族共和国的一个议会政党，该党于1993年6月2日在巴尼亚卢卡成立，现任主席是Petar Đokić 。代顿协议签署后，该党成为拉多万·卡拉季奇政府和塞尔维亚族民主党的公开反对者。